# アランデール (ニューサウスウェールズ州)
アランデール (Allandale) は、オーストラリアニューサウスウェールズ州ハンター地域のシティ・オブ・セスノックとシティ・オブ・メイトランドの領域にまたがる場所。先住民族としての権利として、メイトランド一帯の伝統的所有者 (traditional owners)、管理者 (custodians) と認められているのは、ワナルア族である。

## 歴史
1825年に、1,000エーカー (405 ha)の広大な土地がアレクサンダー・アンダーソン (Alexander Anderson) に割り当てられ、彼は当地をアランデール (Allandale) と名付けた。